# Amblygonocarpus andongensis
Amblygonocarpus es un género monotípico de árbol perteneciente a la familia de las fabáceas.  Su única especie: Amblygonocarpus andongensis, es originaria de  África.

## Descripción
Es un árbol que alcanza un tamaño de 6-25 m de altura. Corteza reticulada o escamosa, color gris o marrón. Hojas con pecíolo de 4-9 cm largo, raquis 2-18 cm de largo; pinnas 2-5 (-6) pares, opuestas o subopuestas; con 5-9 (-10) foliolos a cada lado, elípticas a obovadas-elípticas, generalmente emarginado en el ápice, 1.2-3 cm de largo, 0.7-1.9 cm de ancho, con peciólulos de 1.5-3 mm de largo. Las inflorescencias en racimos de 6-17 cm de largo, sobre pedúnculos 1.5-4.5 cm de largo. Las flores amarillas, sobre pedicelos de 1.5 a 3.5 (-5) mm de largo. Cáliz 0,5-1 mm de largo. Legumbre de 9-17 (-19) cm de largo, 2-3.3 cm de ancho, marrón, brillante, embotado o ± señalado en el ápice. Semillas de 10-13 mm largo, 7-8 mm de ancho, 4-5 mm de espesor.

## Distribución
Se encuentra en Angola, Camerún, República Democrática del Congo, Ghana, Malaui, Nigeria, Sudán y Zimbabue.

## Taxonomía
Amblygonocarpus andongensis fue descrita por (Oliv.) Exell & Torre  y publicado en  Boletim da Sociedade Broteriana, sér. 2 29: 42. 1955.
Sinonimia
- Amblygonocarpus obtusangulus (Oliv.) Harms
- Amblygonocarpus schweinfurthii Harms
- Tetrapleura andongensis Welw. ex Oliv. basónimo
- Tetrapleura andongensis var. schweinfurthii (Harms) Aubrev[3]